# Комета (пароплав)
«Комета» (англ. PS Comet) — пароплав, що був побудований для Генрі Бела та почав перевезення пасажирів 15 серпня 1812 року на річці Клайд між Глазго і Гріноком. Став першим комерційно успішним пароплавом в Європі.